# Mafraq
Mafraq oder al-Mafraq (arabisch المفرق, DMG al-Mafraq ‚Ort der Trennung, Kreuzung, Wegegabelung‘) ist eine Stadt in Jordanien und die Hauptstadt des Gouvernement al-Mafraq. Sie hatte eine Einwohnerzahl von 106.008 Einwohnern im Jahr 2015. Sie befindet sich im Norden von Jordanien und liegt nahe der Grenze zu Syrien. In Mafraq befinden sich auch die King Hussein Air Base und weitere militärische Einrichtungen.

## Geschichte
Mafraq wurde erstmals im 4. Jahrhundert v. Chr. besiedelt. Es liegt etwa 17 km westlich der historischen nabatäischen und byzantinischen Stadt Umm al-Dschimal, die im 1. Jahrhundert erbaut wurde. Im Gebiet wurden viele Überreste griechisch-orthodoxer Kirchen und derer Mosaike gefunden. Im Jahre 108 n. Chr. ließ der römische Kaiser Trajan eine Straße südlich der Siedlung erbauen. In islamischer Zeit erlangte die Stadt größere Bedeutung, da sie an der Pilgerroute von Damaskus lag. Der in der ersten Hälfte des 14. Jahrhunderts wirkende Geograph Faḍl Allāh al-ʿUmarī (geboren 1301, gestorben 1349) beschreibt zwar die Pilgerrouten von Ägypten, Syrien und Iraq nach Medina mit den einzelnen Zwischenstationen genau, doch findet al-Mafraq – oder der alte Name Fadan/Fudain (siehe unten) – an der entsprechenden Stelle seines Werkes keine Erwähnung. Der heutige Name erklärt sich dadurch, dass Pilger sich an diesem Ort oft aufteilten und ihre eigenen Routen einschlugen. Neben dem Bau der Hedschasbahn erlangte der Ort durch den Bau einer Landebahn für Flugzeuge sowie den Bau einer von Bagdad über Mafraq bis nach Haifa und zum Mittelmeer führenden Pipeline große Bedeutung. Mit dem Fund unterirdischer Wasserspeicher wuchs die Bevölkerung noch erheblich und Beduinenstämme ließen sich in der Stadt nieder.
Die Stadt wurde zunächst Fudain genannt, was als arabischer Name, in Diminutiv für fadan in der Bedeutung von (kleine) Festung, überliefert ist.
Sie gewann nach der Errichtung der Hedschasbahn, die Istanbul mit Medina verband, erheblich an Bedeutung. Von den Osmanen wurde sie in Mafraq umbenannt, was „Kreuzung“ bedeutet. Mafraq war der Standort einer britischen Militärbasis und eines Flughafens aus dem frühen 20. Jahrhundert. Während des Zweiten Weltkriegs beherbergte die Militärbasis der Stadt britische Truppen aus Indien, Australien und anderen britischen Kolonien. Später wurde es zum Stützpunkt der Arabischen Legion während des arabisch-israelischen Krieges 1948. Als Reaktion auf die Suezkrise wurde die britische Militärbasis im Februar 1957 geschlossen. Im jordanischen Bürgerkrieg intervenierten syrische Truppen am 19. und 20. September 1970 in Mafraq.
Mafraq ist die Hauptstadt des Gouvernements Mafraq und das Hauptquartier der dritten Division der jordanischen Armee. Das King Hussein Air College und ein Luftwaffenstützpunkt der Royal Jordanian Air Force befinden sich ebenfalls in der Stadt.
Im Jahr 2016 waren 50 % der Bevölkerung von Mafraq syrische Flüchtlinge.

## Demografie
Die Bevölkerung ist in den letzten Jahren durch natürliches Wachstum und den Zustrom von syrischen Flüchtlingen deutlich angestiegen.
| Jahr          | Einwohnerzahl |
| ------------- | ------------- |
| 1994 (Zensus) | 38.393        |
| 2004 (Zensus) | 47.764        |
| 2015 (Zensus) | 106.008       |

## Verkehr
Die internationale Schnellstraße, die Damaskus mit Riad verbindet, führt durch die Stadt. Mafraq hat einen Bahnhof an der einstigen nationalen Eisenbahnlinie.

## Bildung
Die Universität Al al-Bayt befindet sich in der Stadt. Sie wurde 1994 eröffnet.